# Armando Gama
Armando António Capelo Diniz da Gama, conocido como Armando Gama, (Luanda, Angola, 1 de abril de 1954 - Lisboa, 17 de enero de 2022) fue un cantautor, barítono y pianista portugués, conocido por su participación en el Festival de la Canción de Eurovisión 1983.

## Biografía
Gama creció en una familia colonial de origen portugués afincada en el África Occidental Portuguesa (actual Angola), cursando sus estudios en el Conservatorio de Luanda, la capital. En 1971, cuatro años antes de la independencia de Angola y con tan solo 17 años de edad, se trasladó a Portugal, donde consiguió el primero de sus numerosos éxitos en las listas portuguesas. A lo largo de su carrera, que se extendió a lo largo de cuatro décadas, vendió casi cinco millones de discos, únicamente en Portugal.

## Festival de Eurovisión
Armando Gama ganó el Festival RTP da Canção en 1983, con la canción Esta balada que te dou compuesta por él mismo. Esta victoria le dio la oportunidad de participar en el Festival de la Canción de Eurovisión 1983 que se celebró en Múnich el 23 de abril. En el Festival acabó en 13.eɾ lugar de un total de 20 participantes.